# 哈德遜街
哈德遜街（英語：Hudson Street）是纽约曼哈頓內的一個南北方向的街道。哈德遜街南起翠貝卡，途徑哈德遜廣場和格林威治村，北至米特帕金區。哈德遜街沿線的著名建築有聖盧克教堂、白馬客棧、WQHT電台總部大樓等。企鵝集團的總部大樓也位於哈德遜街。

## 外部連結

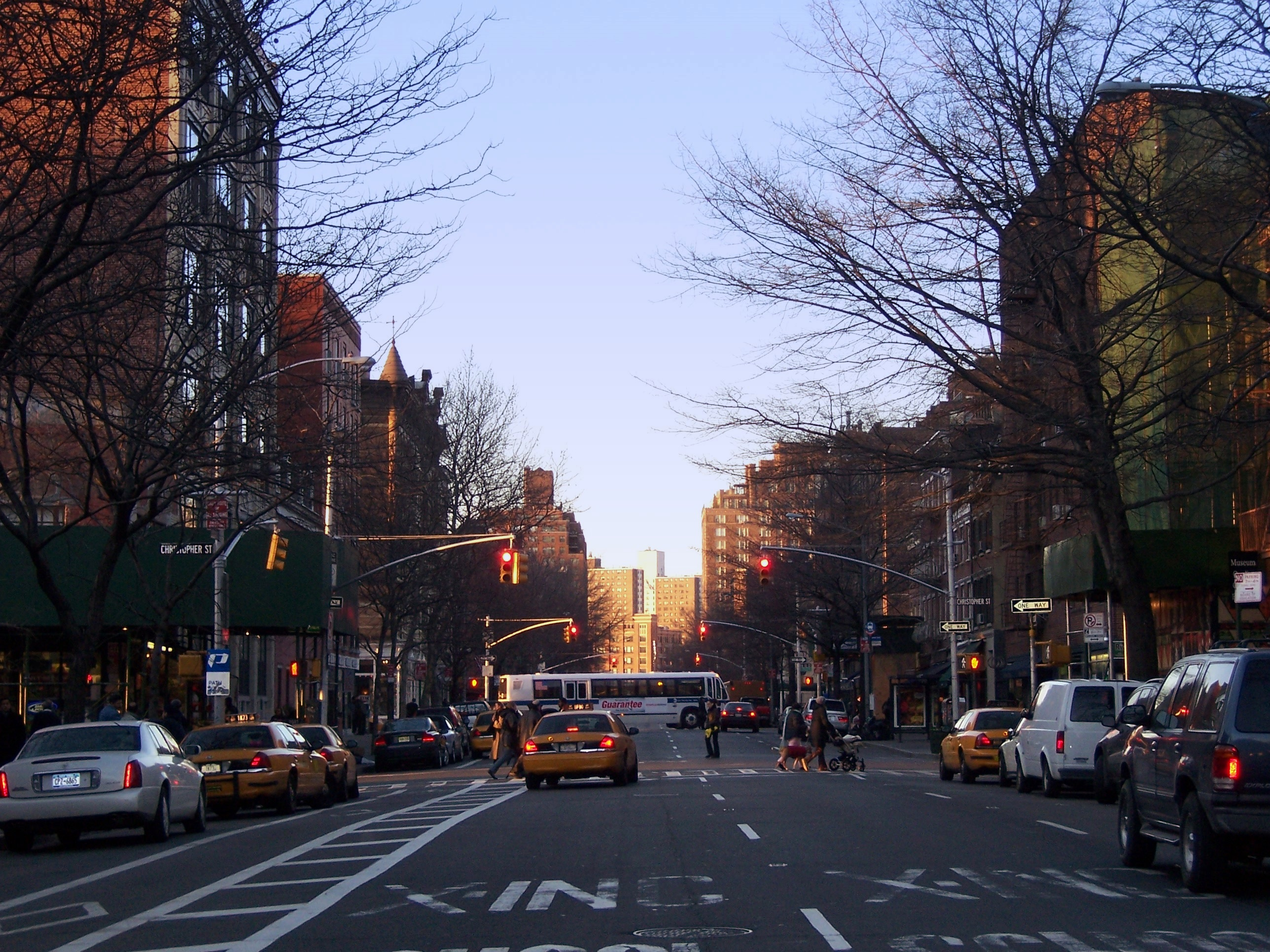

- New York Songlines: Hudson Street（页面存档备份，存于）, a virtual walking tour